# Rogelio Gasca Neri
Rogelio Gasca Neri (Ciudad de México, 13 de enero de 1950) es un empresario y político mexicano quien se desempeñó como el último secretario de Programación y Presupuesto en el gobierno de Carlos Salinas de Gortari, fue presidente del Grupo Cintra, que controlaba las aerolíneas Aeromexico y Mexicana.
Subsecretario de Infraestructura de la Secretaría de Comunicaciones y Transportes, Subsecretario de Hacienda y Crédito Público, director general de Aeroméxico, director general de la Comisión Federal de Electricidad y Subsecretario de Programación y Presupuesto.
En 2009, fue propuesto como Consejero Profesional de Petróleos Mexicanos por el presidente Felipe Calderón Hinojosa y ratificado por el Senado de la República por un periodo de cuatro años (2009 - 2013). En 2013, una vez cumplido su periodo, el presidente Enrique Peña Nieto decidió no ratificarlo por un periodo adicional, proponiendo en su lugar a Jorge Borja Navarrete quien fuera ratificado por la Cámara de Senadores el 19 de abril de 2013.
En diciembre de 2021, el presidente Andrés Manuel López Obrador lo propuso como miembro independiente del Comité Técnico del Fondo Mexicano del Petróleo para la Estabilización y Desarrollo por un periodo de ocho años, siendo ratificado por el Senado en abril de 2022.